# Kastrup Sogn (Tårnby Kommune)
Kastrup Sogn 

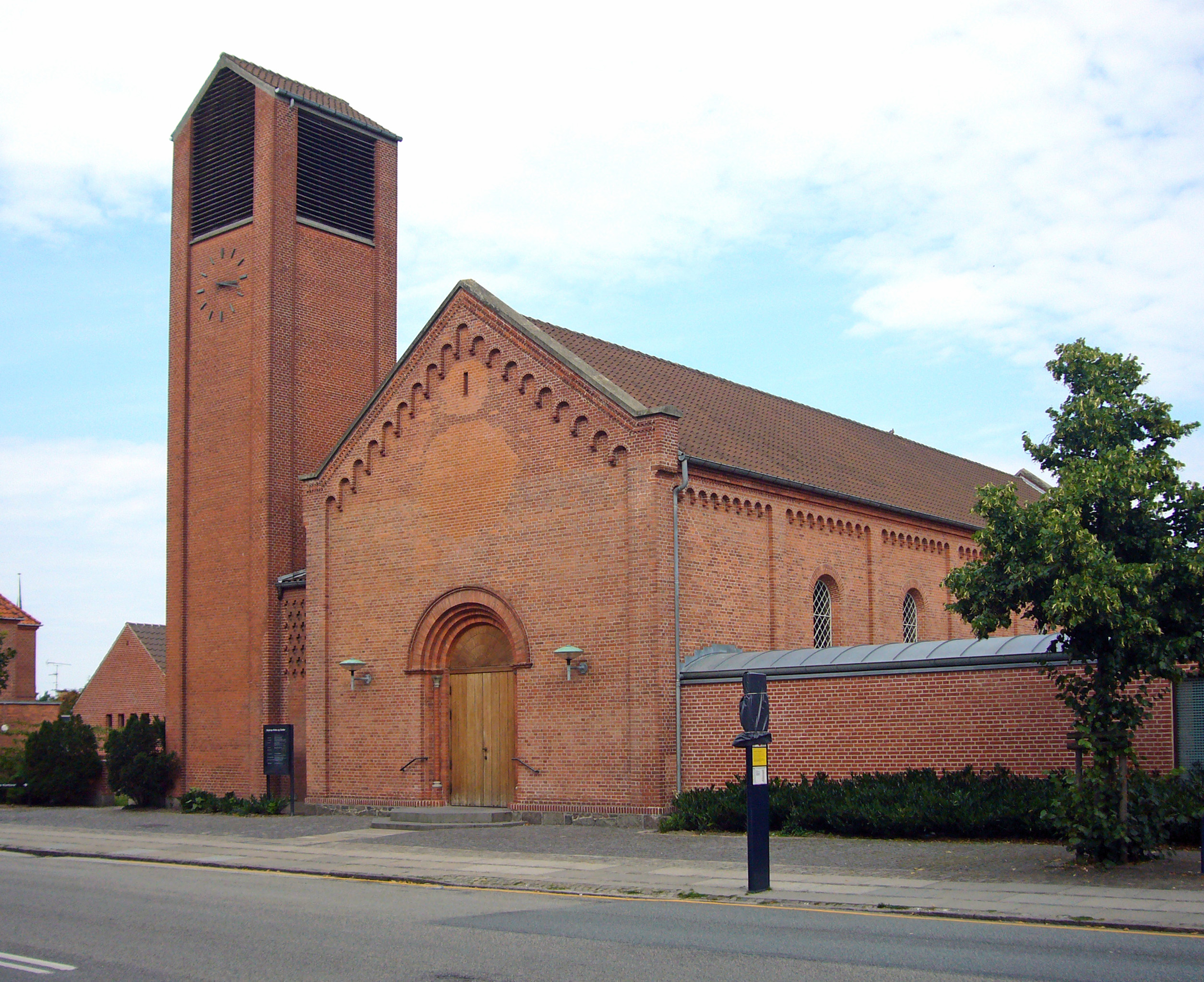
Kastrup Kirke

ist eine Kirchspielsgemeinde (dän.: Sogn) auf der Insel Amager südöstlich der dänischen Hauptstadt Kopenhagen. Sie entstand am 1. Januar 1818 durch Abspaltung aus dem Tårnby Sogn.
Bis 1970 gehörte sie zur Harde Sokkelund Herred im damaligen Københavns Amt, danach zur Tårnby Kommune im verkleinerten Københavns Amt, die im Zuge der  Kommunalreform zum 1. Januar 2007 Teil der Region Hovedstaden geworden ist. Zum Kirchspiel gehören neben dem Hauptort Kastrup die Inseln Saltholm und Peberholm.
Von den 42.632 Einwohnern von Tårnby leben 10.184 im Kirchspiel Kastrup (Stand: 1. Januar 2023). Im Kirchspiel liegt die Kirche „Kastrup Kirke“.
Nachbargemeinden sind im Süden Tårnby Sogn und im Westen Korsvejens Sogn, ferner in der nördlich benachbarten Københavns Kommune (dt.: Kopenhagen) Simon Peders Sogn. Über die Öresundbrücke ist das Kirchspiel mit dem Nachbarland Schweden verbunden.